# うつくしいひと
『うつくしいひと』は、2016年に公開された短編作品の日本映画。熊本県出身の行定勲監督が、故郷の熊本を舞台にメガホンを執ったノスタルジックなラブストーリー。
第2弾となる『うつくしいひと サバ?』が2017年に公開された。

## キャスト

### 『うつくしいひと』（キャスト）
- 透子：橋本愛
- 謎の男：姜尚中
- 田上：米村亮太朗
- 玉屋末吉：高良健吾
- 鈴子（透子の母）：石田えり
- 油木田一清（謎の男：青年期）
- 島ゆいか（鈴子：若かりし頃）
- 小原汰武（透子の父：青年期）
- 宮崎京
- 伊藤匠
- 黒木よしひろ
- 中川ひとみ
- 高崎恵理（当時KABアナウンサー）
- 花童
- くまモン

### 『うつくしいひと サバ?』（キャスト）
- 玉屋末吉：高良健吾
- 田上：米村亮太朗
- 明日香：中別府葵
- マリ（マチューの妻）／マリエ：石橋静河（二役）
- マチュー：ロイック・ガルニエ
- マリの父：中原丈雄
- 寿司屋：井手らっきょ
- 嶺豪一
- 中川ひとみ
- 黒木よしひろ
- 媚山香織
- 村本大
- 熊本城おもてなし武将隊
- くまモン

## スタッフ
- 監督：行定勲
- 脚本：行定勲、堀泉杏
- プロデューサー：倉田泰輔、占部裕、古賀俊輔
- 特別協力：熊本県、熊本朝日放送
- 製作：くまもと映画製作実行委員会

## 製作
熊本出身で「わくわく都市くまもと」の親善大使を務めている高良健吾が、行定勲に「熊本で映画を撮りましょう」と提案し、行定監督や高良のほか、橋本愛、石田えり、政治学者の姜尚中といった熊本県出身者が集結し映画化に至った。熊本のゆるキャラ・くまモンも出演している。
熊本県も制作にあたり出資している。
熊本城、夏目漱石旧居、江津湖、菊池渓谷、阿蘇の草千里、通潤橋といった熊本の名所で、2015年10月から撮影が行われ、年明けに完成した。

## 公開
2016年3月4日に、熊本県菊池市と山鹿市で開催された菊池映画祭2016で招待作品として上映。
3月21日から4月22日までの1か月間、映画公式サイトで無料配信も行われた。
6月2日から開催されるショートショートフィルムフェスティバル2016でクロージング作品として上映される。
2017年には『うつくしいひと』の続編にあたる『うつくしいひと サバ?』が公開された。

### 熊本地震をうけてのチャリティー上映
2016年4月14日に発生した平成28年熊本地震を受け、4月25日にテアトル新宿にてチャリティー上映が行われ、行定勲監督、橋本愛、高良健吾の他に主題歌を担当したバンド・忘れらんねえよの柴田隆浩が登壇した。
全国の映画祭や映画館から声が掛かってるといい、行定監督は「熊本の糧になるのなら、私たちも何処にでも行く」と述べた。